# Nationalpark Vulkan Masaya
Der Nationalpark Vulkan Masaya (Parque Nacional Volcán Masaya) wurde 1979 als zweiter Nationalpark Nicaraguas ausgewiesen. Er umfasst eine Fläche von 5400 Hektar und bietet Besuchern mehr als 20 Kilometer Wanderpfade mit Aussichten auf die zwei Vulkane Nindirí und Masaya und fünf Krater (Montoso, Arenoso, Sastepe und Comalito) des Nationalparkes.
Seit den letzten Eruptionen der beiden Vulkane (Nindirí: 1670, Masaya: 1772) hat das Ökosystem des Parkes viele Änderungen durchlaufen. Die trockene Lava wurde nach und nach von kleinen Pflanzen erobert, die den Weg freimachten für größere Vegetation, die wiederum Nahrung und Schutz für sich ansiedelnde Fauna bieten.
In der Trockenzeit ist der Park mit Unmengen von duftenden Blumen übersät, unter denen viele Orchideenarten und die Landesblume, Sacuanjoche (Frangipani) zu finden sind.
Zur Fauna des Nationalparkes gehören Kojoten, Stinktiere, Waschbären und Opossums, die die nachtaktive Riege bilden. Tagsüber kann man auf Leguane, Affen, Hirsche, Hasen und Papageien treffen. Letztere suchen Unterschlupf in den schwefelverseuchten Kraterwänden, anscheinend ohne Schaden zu nehmen. Weitere Vogelarten wie Spechte oder Hokkohühner tun es ihnen gleich.
Zu den weiteren Attraktionen des Nationalparkes zählen versteinerte Lava und tropische Trockenwaldvegetation.
Ein Besucherzentrum informiert in einer Ausstellung über die Geschichte, Geologie, Flora und Fauna des Nationalparks, weitere Nationalparks und Vulkane in Nicaragua.